# Важка атлетика

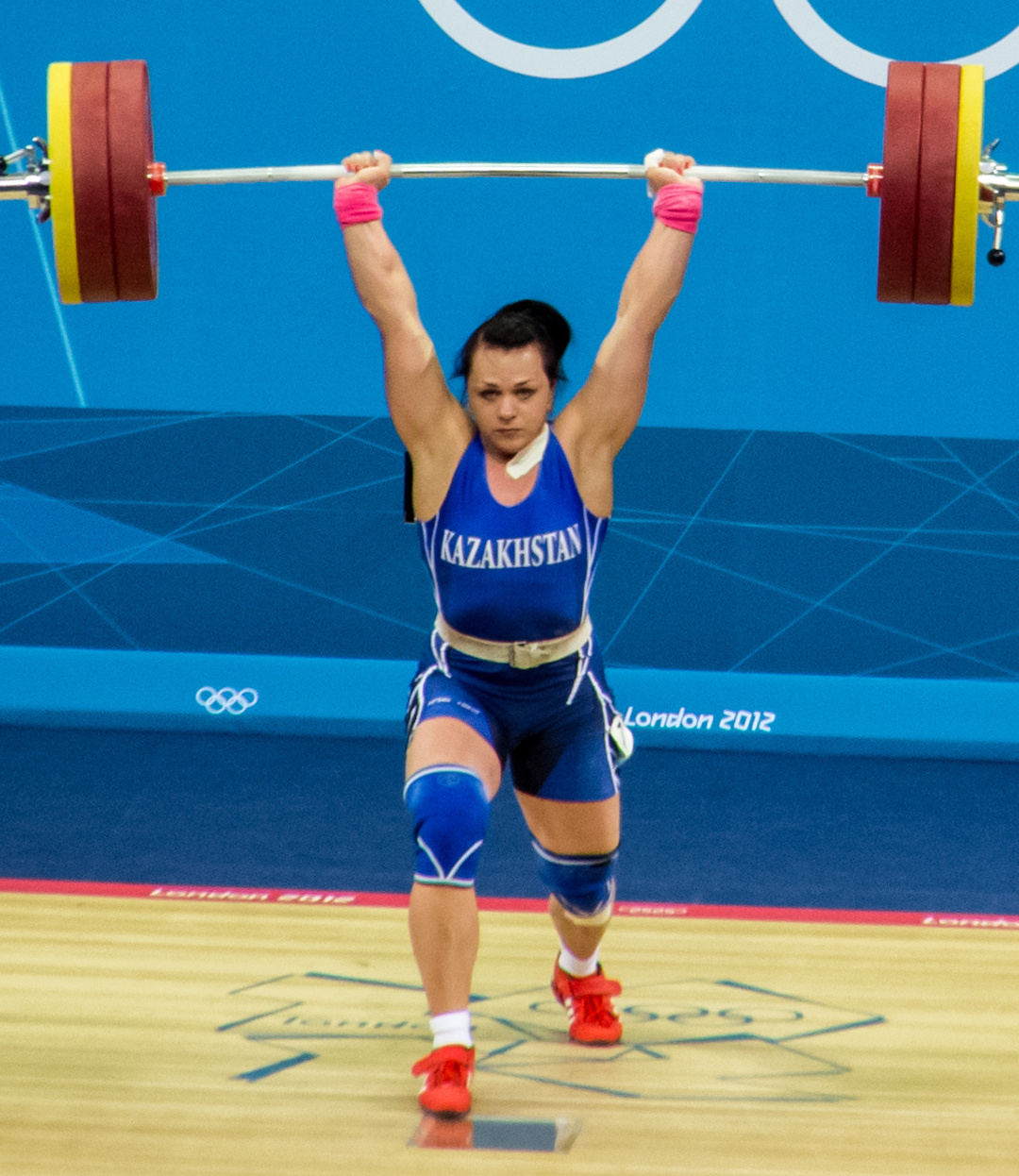
Світлана Подобєдова на Олімпійських іграх 2012.

Важка атлетика — силовий вид спорту у сучасних Олімпійських іграх, у якому атлет намагається підняти якомога важчу штангу (складається з грифу та важкоатлетичних дисків різної ваги). У сучасних Олімпійських іграх змагання з важкої атлетики поділяються на дві вправи — ривок, а також поштовх.

## Вправи

### Ривок
Ривок — вправа, в якій спортсмен здійснює підйом штанги над головою одним злитим рухом прямо з помосту на повністю випрямлені руки, одночасно підсідає під неї. Потім, утримуючи штангу над головою на випрямлених руках, спортсмен піднімається, повністю випрямляючи ноги.

### Поштовх
Поштовх— вправа складається з двох роздільних рухів: поштовху та витиску. Під час поштовху атлет відриває штангу від помосту, піднімає її на груди, одночасно підсідає під неї, а потім піднімається. Під час витиску атлет напівприсідає і різким рухом посилає штангу вгору на прямі руки, одночасно підсідаючи під неї в одному з трьох найпоширеніших методах: 1) «витиск ножицями» (атлет розкидає ноги вперед-назад), "витиск швунг" або «силовий витиск» (атлет розводить ноги в боки), та «витиск навприсядки» (атлет повністю сідає навприсядки). Після фіксування положення штанги над головою, спортсмен випрямляє ноги, ставлячи стопи на одному рівні (паралельно), утримуючи штангу над головою на випрямлених руках.

### Армійський витиск штанги

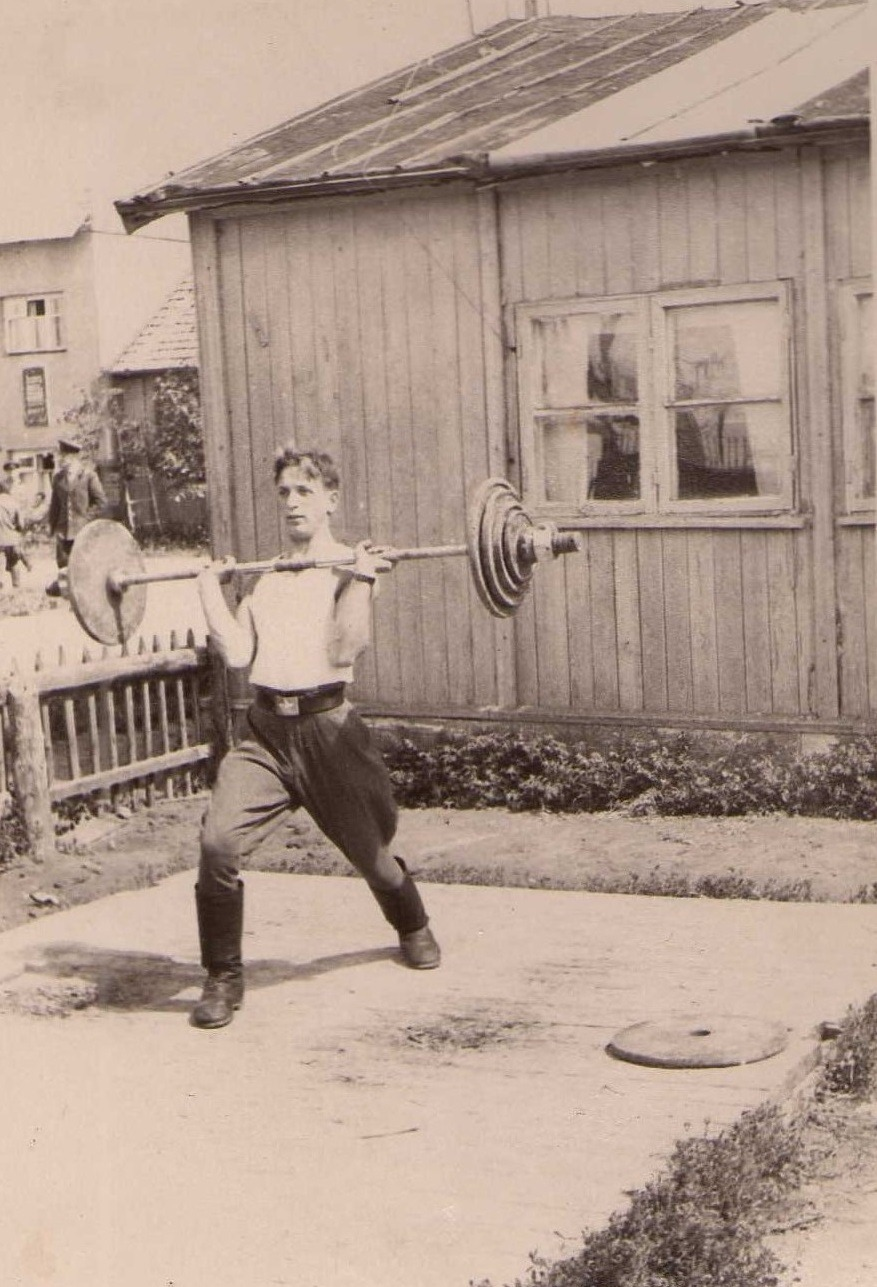
Армійський витиск

Армійський витиск штанги — вертикальний витиск штанги/гантелей над головою. Виконуватися може як сидячи, так і стоячи. У положенні стоячи, ви можете читингувати під час початкової фази руху, допомагаючи собі ногами. Це не вийде зробити, якщо ви будете сидіти на лаві. Крім того сидяче положення допоможе вберегти ваш хребет від травм під час виконання витиску. Так як армійський витиск задіює багато суглобів (і є базовою вправою), то виконувати його треба в першу чергу під час тренінгу ваших дельт. Це вправа була виключено з програми змагань у зв'язку з тим, що багато атлетів почали робити замість нього швунг — штовхання штанги грудьми і всім тілом за допомогою м'язів ніг (використовуючи підсід). У результаті, м'язи рук майже не брали участь в цій роботі. При цьому різницю між «чесним витиском» і таким трюком з боку суддів помітити було дуже складно. У підсумку, ті атлети, які як і раніше робили «чесний витиск», опинилися в невигідному становищі. Крім того, витиск виявився дуже травматичним, багато хто отримав травму попереково крижового відділу хребта. Виходячи з усього цього, витиск був виключений з програми змагань, хоча як і раніше є ефективною силовою вправою.

## Історія
Змагання з підняття ваги зустрічаються в культурі народів з давніх часів. Найранішні згадки подібних змагань відносяться до Стародавнього Єгипту, Стародавнього Китаю та Стародавньої Греції. У сучасному вигляді цей спорт оформився в XIX столітті. Перші офіційні змагання почалися в 1860-і роки в США, потім в 1870-ті стали проводитися в Європі. Перший міжнародний чемпіонат пройшов в 1891 році у Великій Британії, а офіційний чемпіонат світу відбувся в 1898 році у Відні. Всесвітній важкоатлетичний союз утворений в 1912 році. В цей же час стандартизують правила змагань.
В програмі Олімпійських ігор з 1896 року (крім 1900, 1908, 1912). Програма змагань та вагові категорії спортсменів постійно змінювалися. До створення Міжнародної федерації важкоатлетів (ФІХ) атлети змагалися в ривку і поштовху двома руками, іноді — в ривку і поштовху однією рукою;
- З 1920 — в триборстві (витяг та витиск однією рукою, поштовх двома руками);
- З 1924 — в п'ятиборстві (витяг і поштовх однією рукою, витиск, витяг і поштовх двома руками);
- З 1928 по 1972 — у триборстві (витиск, витяг і поштовх двома руками);
- З 1973 — двоєборство (витяг і поштовх двома руками).

## Вагові категорії
Зважування проводиться, як правило, за одну або дві години до змагання з використанням каліброваних ваг. На квітень 2019 року в важкій атлетиці встановлені наступні вагові категорії:
| Чоловіки | до 55 кг | до 61 кг | до 67 кг | до 73 кг | до 81 кг | до 89 кг | до 96 кг | до 102 кг | до 109 кг | понад 109 кг |
| Жінки    | до 45 кг | до 49 кг | до 55 кг | до 59 кг | до 64 кг | до 71 кг | до 76 кг | до 81 кг  | до 87 кг  | понад 87 кг  |

## Додаткова література
- Мартин В. Д., Огірко І. В., Мочернюк В. М. Удосконалення тренувальної системи висококваліфікованих важкоатлетів на базі загальної фізичної підготовки. В. кн..: Сучасний олімпійський спорт. ДУК, К., 1997.
- Теорія та методика тренерської діяльності у важкій атлетиці : [підручник] / В. Г. Олешко. – Київ : Олімпійська література, 2018. – 332 с. – ISBN 617-7492-03-9.